# Матури
Матури (фр. Matoury) град је у Француској у департману Француска Гвајана.
По подацима из 2011. године број становника у месту је био 29235.

## Демографија
| 2011.  |
| ------ |
| 29.235 |